# Frieda Dänzer
Frieda Dänzer (n. 16 noiembrie 1931, Adelboden⁠(d), Berna, Elveția – d. 21 ianuarie 2015, Gersau⁠(d), cantonul Schwyz, Elveția) a fost o schioare alpină ce a reprezentat Elveția, medaliată olimpică. A participat la o ediție a Jocurilor Olimpice (1956) în care a câștigat o medalie de argint.

## Participări
Lista de mai jos prezintă principalele competiții la care a participat Frieda Dänzer de-a lungul carierei.
- alpine skiing at the 1956 Winter Olympics – ladies' downhill[*]